# V520 Carinae
Désignations
V520 Carinae (en abrégé V520 Car) est une étoile variable de cinquième magnitude de la constellation australe de la Carène. Elle porte également la désignation de Bayer de w Carinae, V520 Carinae étant sa désignation d'étoile variable. D'après la mesure de sa parallaxe annuelle par le satellite Hipparcos, l'étoile est distante d'approximativement ∼ 1 140 a.l. (∼ 350 pc) de la Terre. Elle s'éloigne du Système solaire à une vitesse radiale de +9 km/s. Elle est un membre proposé du groupe mouvant d'étoiles d'IC 2391.
V520 Carinae a été classée comme une étoile géante rouge de type spectral K4III par Houk & Cowley (1975), mais aussi comme une supergéante de K3Ib par Humphreys (1970). C'est une variable irrégulière à longue période et sa magnitude apparente varie entre 4,50 et 4,59 sans périodicité. Le rayon de l'étoile est actuellement 131 fois plus grand que le rayon solaire ; après avoir épuisé les réserves en hydrogène qui étaient contenues dans son noyau, elle s'est refroidie et étendue. Une comparaison de ses propriétés avec des trajectoires d'évolution théoriques suggèrent qu'elle est âgée de 33 millions d'années et que sa masse est 7,9 fois plus grande que celle du Soleil. L'étoile est environ 3 600 fois plus luminseuse que le Soleil et sa température de surface est de 3 903 K.